# Eosentomon antrimense
Eosentomon antrimense är en urinsektsart som beskrevs av Bernard 1976. Eosentomon antrimense ingår i släktet Eosentomon och familjen trakétrevfotingar. Inga underarter finns listade i Catalogue of Life.